# Rhythm Is a Dancer
Rhythm Is a Dancer is een nummer van de Duitse eurodance-groep Snap! uit 1992. Het is de tweede single van hun tweede studioalbum The Madman's Return.
"Rhythm Is a Dancer" werd een gigantische wereldhit. Het was een van de bestverkochte singles van 1992 en is ook een van de grootste dancehits van de jaren 90. In veel Europese landen, waaronder Duitsland, het thuisland van Snap!, maar ook in de Nederlandse Top 40 en de Vlaamse Radio 2 Top 30 werd het een grote nummer 1-hit. Ook was het nummer in Nederland de Hit van het Jaar 1992. In Vlaanderen was het vier weken het best verkochte nummer.
Het nummer bevat de controversiële zinsnede: "I'm as serious as cancer, when I say rhythm is a dancer".
In 2003 bracht Snap! een nieuwe versie van het lied uit onder de titel Rhythm is a Dancer 2003.

## Hitnoteringen

### Nederlandse Top 40
| Hitnotering: 25-04-1992 t/m 22-08-1992 | Hitnotering: 25-04-1992 t/m 22-08-1992 | Hitnotering: 25-04-1992 t/m 22-08-1992 | Hitnotering: 25-04-1992 t/m 22-08-1992 | Hitnotering: 25-04-1992 t/m 22-08-1992 | Hitnotering: 25-04-1992 t/m 22-08-1992 | Hitnotering: 25-04-1992 t/m 22-08-1992 | Hitnotering: 25-04-1992 t/m 22-08-1992 | Hitnotering: 25-04-1992 t/m 22-08-1992 | Hitnotering: 25-04-1992 t/m 22-08-1992 | Hitnotering: 25-04-1992 t/m 22-08-1992 | Hitnotering: 25-04-1992 t/m 22-08-1992 | Hitnotering: 25-04-1992 t/m 22-08-1992 | Hitnotering: 25-04-1992 t/m 22-08-1992 | Hitnotering: 25-04-1992 t/m 22-08-1992 | Hitnotering: 25-04-1992 t/m 22-08-1992 | Hitnotering: 25-04-1992 t/m 22-08-1992 | Hitnotering: 25-04-1992 t/m 22-08-1992 | Hitnotering: 25-04-1992 t/m 22-08-1992 | Hitnotering: 25-04-1992 t/m 22-08-1992 |
| Week                                   | 1                                      | 2                                      | 3                                      | 4                                      | 5                                      | 6                                      | 7                                      | 8                                      | 9                                      | 10                                     | 11                                     | 12                                     | 13                                     | 14                                     | 15                                     | 16                                     | 17                                     | 18                                     |                                        |
| -------------------------------------- | -------------------------------------- | -------------------------------------- | -------------------------------------- | -------------------------------------- | -------------------------------------- | -------------------------------------- | -------------------------------------- | -------------------------------------- | -------------------------------------- | -------------------------------------- | -------------------------------------- | -------------------------------------- | -------------------------------------- | -------------------------------------- | -------------------------------------- | -------------------------------------- | -------------------------------------- | -------------------------------------- | -------------------------------------- |
| Nummer                                 | 25                                     | 14                                     | 8                                      | 4                                      | 3                                      | 2                                      | 1                                      | 1                                      | 1                                      | 1                                      | 2                                      | 2                                      | 4                                      | 7                                      | 13                                     | 19                                     | 26                                     | 34                                     | uit                                    |

### Nationale Top 100
| Hitnotering: 11-04-1992 t/m 19-09-1992 | Hitnotering: 11-04-1992 t/m 19-09-1992 | Hitnotering: 11-04-1992 t/m 19-09-1992 | Hitnotering: 11-04-1992 t/m 19-09-1992 | Hitnotering: 11-04-1992 t/m 19-09-1992 | Hitnotering: 11-04-1992 t/m 19-09-1992 | Hitnotering: 11-04-1992 t/m 19-09-1992 | Hitnotering: 11-04-1992 t/m 19-09-1992 | Hitnotering: 11-04-1992 t/m 19-09-1992 | Hitnotering: 11-04-1992 t/m 19-09-1992 | Hitnotering: 11-04-1992 t/m 19-09-1992 | Hitnotering: 11-04-1992 t/m 19-09-1992 | Hitnotering: 11-04-1992 t/m 19-09-1992 | Hitnotering: 11-04-1992 t/m 19-09-1992 | Hitnotering: 11-04-1992 t/m 19-09-1992 | Hitnotering: 11-04-1992 t/m 19-09-1992 | Hitnotering: 11-04-1992 t/m 19-09-1992 | Hitnotering: 11-04-1992 t/m 19-09-1992 | Hitnotering: 11-04-1992 t/m 19-09-1992 | Hitnotering: 11-04-1992 t/m 19-09-1992 | Hitnotering: 11-04-1992 t/m 19-09-1992 | Hitnotering: 11-04-1992 t/m 19-09-1992 | Hitnotering: 11-04-1992 t/m 19-09-1992 | Hitnotering: 11-04-1992 t/m 19-09-1992 | Hitnotering: 11-04-1992 t/m 19-09-1992 | Hitnotering: 11-04-1992 t/m 19-09-1992 |
| Week                                   | 1                                      | 2                                      | 3                                      | 4                                      | 5                                      | 6                                      | 7                                      | 8                                      | 9                                      | 10                                     | 11                                     | 12                                     | 13                                     | 14                                     | 15                                     | 16                                     | 17                                     | 18                                     | 19                                     | 20                                     | 21                                     | 22                                     | 23                                     | 24                                     |                                        |
| -------------------------------------- | -------------------------------------- | -------------------------------------- | -------------------------------------- | -------------------------------------- | -------------------------------------- | -------------------------------------- | -------------------------------------- | -------------------------------------- | -------------------------------------- | -------------------------------------- | -------------------------------------- | -------------------------------------- | -------------------------------------- | -------------------------------------- | -------------------------------------- | -------------------------------------- | -------------------------------------- | -------------------------------------- | -------------------------------------- | -------------------------------------- | -------------------------------------- | -------------------------------------- | -------------------------------------- | -------------------------------------- | -------------------------------------- |
| Nummer                                 | 76                                     | 52                                     | 36                                     | 23                                     | 13                                     | 7                                      | 3                                      | 2                                      | 2                                      | 1                                      | 1                                      | 2                                      | 2                                      | 2                                      | 5                                      | 6                                      | 9                                      | 13                                     | 16                                     | 23                                     | 37                                     | 46                                     | 65                                     | 87                                     | uit                                    |

### NPO Radio 2 Top 2000
| Nummer met noteringen in de NPO Radio 2 Top 2000 | '18  | '19  | '20  | '21  |
| ------------------------------------------------ | ---- | ---- | ---- | ---- |
| Rhythm Is a Dancer                               | 1829 | 1857 | 1901 | 1917 |

1. ↑  Een vetgedrukt getal geeft de hoogste notering aan.
2. ↑  2018 was het eerste jaar met een notering voor dit nummer.
3. ↑  Deze tabel is bijgewerkt tot en met de meest recente editie (2024).